# Agnieszka Tomaszewska
Agnieszka Tomaszewska, również Agnieszka Schwebler-Tomaszewska – polska śpiewaczka operowa (sopran).

## Życiorys
Absolwentka (dyplom z wyróżnieniem) Wydziału Wokalno-Aktorskiego Akademii Muzycznej im. Stanisława Moniuszki w Gdańsku, w klasie wokalu dr Aleksandry Kucharskiej-Szefler. Studia wokalne kontynuowała w Universität für Musk und darstellede Kunst w Wiedniu, pod kierunkiem prof. Heleny Łazarskiej. Ukończyła Das Internationale Opernstudio der Hamburgische Staatsoper. Uczestniczyła w kursach mistrzowskich w kraju i za granicą, prowadzonych przez Barbarę Bonney, Régine Crespin, Thomasa Hampsona.
Solistka Badische Staatstheater Karlsruhe i Teatru Wielkiego – Opery Narodowej w Warszawie. Debiutowała na scenie w Schlosstheater Schönbrunn w Wiedniu partią Armidy w Rzekomej ogrodniczce Mozarta. Występowała również m.in. w Operze Krakowskiej, Oper Stuttgart, Hamburskiej Operze Narodowej oraz z zespołami: Cremerata Baltica, Musica Antiqua Köln, Philharmoniker Hamburg, Israel Philharmonic Orchestra, Kammersinfonie Bremen, z orkiestrami: Filharmonii Bałtyckiej, Opery Bałtyckiej, Filharmonii Izmirskiej, Filharmonii Poznańskiej, z Polską Filharmonią Kameralną w Sopocie, Cappellą Gedanensis. Laureatka międzynarodowych konkursów wokalnych. Nagrywała dla radia i telewizji (TVP, ORF, ARD). Wydała solowe płyty „I sing for the children” i „Stabat Mater – Luigi Boccherini”, która została nominowana do nagrody Fryderyk 2008.
Nagranie arii Un bel di vedremo z opery Madame Butterfly Pucciniego w jej wykonaniu zostało wykorzystane w filmie fabularnym Układ zamknięty w reżyserii Ryszarda Bugajskiego.

## Partie operowe
- Adina (Napój miłosny, Donizetti)
- Cleopatra (Juliusz Cezar, Händel)
- Donna Anna (Don Giovanni, Mozart)
- Hanna (Straszny dwór, Moniuszko)
- Liu (Turandot, Puccini)
- Mimi (Cyganeria, Puccini)
- Pamina (Czarodziejski flet, Mozart)
- Zuzanna (Wesele Figara, Mozart)

## Nagrody i wyróżnienia
- Nagroda dla najlepszego śpiewaka Internationale Sommerakademie der Universität Mozarteum w Salzburgu (2004)
- I nagroda na XI Konkursie Sztuki Wokalnej im. Ady Sari w Nowym Sączu (2005)[4]
- Nagroda Fundacji Kościuszkowskiej dla najlepszego polskiego uczestnika w repertuarze światowym oraz nagroda Orkiestry Symfonicznej w Zamościu dla najlepszego polskiego sopranu na VII Międzynarodowym Konkursie Wokalnym im. Stanisława Moniuszki w Warszawie (2010)[5]
- Nagroda Prezydenta Miasta Gdańska dla Młodych Artystów[1]
- Stypendium Ministra Kultury[1]
- Nagroda Prezydenta Miasta Gdańska w Dziedzinie Kultury z okazji 30-lecia działalności Cappelli Gedanensis (2022)[6]